# Dhabihu'llah Mahrami
Dhabihu'llah Mahrami (1946 – 15 dicembre 2005) è stato un funzionario iraniano, imprigionato dalle autorità iraniane per la sua fede Bahá'í fino alla morte.

## Biografia
Funzionario licenziato a causa della sua religione, viene inizialmente condannato a morte per "apostasia" da un Tribunale rivoluzionario islamico nel 1996, sentenza poi mutata in ergastolo.
Il vice-portavoce del Dipartimento di Stato degli Stati Uniti d'America Adam Erli ha dichiarato: "Purtroppo l'incarcerazione di Mahrami non è un caso isolato. I membri delle minoranze religiose del paese - tra cui musulmani sunniti, sufi, zoroastriani, ebrei e cristiani - sono spesso imprigionati, molestati e intimiditi sulla base alle loro credenze religiose."
L'europarlamentare Winifred M. Ewing del Partito Nazionale Scozzese ha presentato al Consiglio una interrogazione scritta l'8 maggio 1996.
Mahrami è morto per cause sconosciute in una prigione dell'Iran centrale nel dicembre 2005, suscitando nuove preoccupazioni per la persecuzione dei Bahai.